# ماديسون (نيوهامشير)
ماديسون (بالإنجليزية: Madison, New Hampshire)‏ هي بلدة أمريكية تقع في الولايات المتحدة في Carroll County. يقدر عدد سكانها بـ 2,502 نسمة ومساحتها 106.0 كم2 وترتفع عن سطح البحر 205 متر.